# Franz Mosdorfer
Franz Mosdorfer (26. února 1840 Weiz – 14. prosince 1905 Weiz) byl rakouský politik německé národnosti ze Štýrska, na přelomu 19. a 20. století poslanec Říšské rady.

## Biografie
Byl druhorozeným synem obchodníka Balthasara Mosdorfera. V roce 1870 převzal společně s bratrem Josefem rodinný podnik a provozoval pak ve Weizu železářský velkoobchod. V roce 1870 se jeho manželkou stala Leopoldine Kleinoscheg, dcera továrníka. Měli sedm dětí, ale čtyři zemřely v mládí. Od roku 1873 zasedal v obecní radě a v letech 1874–1904 zastával post starosty města Weiz. V roce 1889 mu bylo uděleno čestné občanství.
Byl i poslancem Říšské rady (celostátního parlamentu Předlitavska), kam usedl ve volbách roku 1897 za kurii městskou ve Štýrsku, obvod Hartberg, Friedberg atd. Mandát zde obhájil ve volbách roku 1901. Poslancem byl až do své smrti roku 1905. Pak místo něj do parlamentu nastoupil August Einspinner. Ve volebním období 1897–1901 se uvádí jako Franz Mosdorfer, starosta, bytem Weiz.
Ve volbách roku 1897 kandidoval do Říšské rady za Německou lidovou stranu. Za tuto stranu kandidoval i ve volbách roku 1901.
Zemřel v prosinci 1905.